# Окли (город, Миннесота)
Окли (англ. Oklee) — город в округе Ред-Лейк, штат Миннесота, США. На площади 1,7 км² (1,7 км² — суша, водоёмов нет), согласно переписи 2002 года, проживают 396 человек. Плотность населения составляет 233,1 чел./км².
- Телефонный код города — 218
- Почтовый индекс — 56742
- FIPS-код города — 27-48202[1]
- GNIS-идентификатор — 0648913[2]